# Leonor Ferrer Girabau
Leonor Ferrer Girabau (Barcelona, 1 de julio de 1874-Barcelona, 1960) fue la primera mujer delineante de España.
El año 1897 obtuvo el título de maestra. El 13 de marzo del  1905 obtuvo el título de perito delineante expedido por la Sociedad Económica Amigos del País, Sección de Enseñanza, Escuela de Institutrices y Otras Carreras para la Mujer y se convirtió en la primera mujer de España al obtener esta titulación.
Entre 1898 y 1931 trabajó a la Sociedad General de Teléfonos -más tarde Compañía Peninsular de Teléfonos-. Entró por oposición como telefonista pero en 1899, y gracias a sus conocimientos de dibujo, pasó a ser auxiliar del delineante Juan Marxuach. Cuando este dejó la empresa fue nombrada jefa de la Sección de Planos, dirigiendo un equipo donde  había entre otros : Eulàlia Fàbregas, Teresa Torrens y Maria Grau. Su tarea era reconocida a las publicaciones de la época : "su pericia en el arte utilísimo que cultiva, el acierto y la belleza de sus dibujos, la seriedad con la que desempeña su cometido le han valido su confianza y aprecio de la importante sociedad Dinousauria de Asturias". Tenía un nivel de ingles muy avanzado para la época estudiado en la Universidad de Ingles de Barcelona. 
A partir de la segunda década del siglo XX se dedicó a la enseñanza de la delineación, primero en el Instituto de Cultura y Biblioteca Popular de la Mujer y más adelante abrió su propia escuela con el nombre de Academia de delineación para señoritas en el número 10 de la calle de Grasas del Pueblo Seco de Barcelona. 
El año 1931 dejó la compañía de teléfonos, convertida desde 1924 en la Compañía Nacional de Teléfonos o Telefónica. Entre 1936 y 1939 ejerció de maestra de escuela en las Islas Baleares: primero en Búger y después en la escuela de Nuestra Señora de Pilar de la Mola en Formentera. En la década de los 40 del siglo XX ejerció en la ciudad de Mercadal, Menorca.